# Тактовое ударение
Tа́ктовое ударе́ние (также синтагматическое ударение, синтагменное ударение) — выделение в процессе произношения текста наиболее важного слова внутри одной синтагмы (речевого такта), разновидность ударения. Если фраза состоит из одной синтагмы, совпадает с фразовым ударением.
Выделение слова с помощью синтагматического ударения (и, тем самым, перемещение остальных слов «в тень») используется в нескольких целях:
- помощь в понимании текста;
- определение порядка слов в синтагме и их фонетическая «спайка»;
- облегчение определения границ синтагмы (так как обычно располагается в её конце).

При сценическом исполнении синтагменное ударение обычно обозначается повышением голоса.

## Позиция
В русском языке слова обычно расположены в прогрессивной последовательности с сильным семантическим элементом в конце, что приводит к нормативной конечной позиции синтагматического ударения:
Собор Василия Блаженного / это русское чудо / поистине застывшая музыка.
Неконечная позиция синтагматического ударения характерна для аффектированной речи (до 55 % в разговоре) и поэзии (до 25 %):
Чей это конь неутомимый / Бежит в степи необозримой?
А. С. Пушкин